# C'est Com... Com... Compliqué
C'est Com... Com... Compliqué es un álbum de estudio de la banda krautrock Faust. Fue publicado en febrero de 2009 por el sello alemán Bureau B.
Respecto al sonido del álbum, en su reseña para allmusic Thom Jurek sostiene que "la música en este set es mucho menos anárquica que algunos de los lanzamientos previos de Faust, pero eso no la hace menos agradable o aventurada. Rítmicamente, la batería de Dermaier [sic] es tan hipnótica como siempre (...); las líneas de bajo de Peron [sic] son vibrantes, pulsantes y cautivantes; y el uso descabelladamente original de guitarras, teclados primitivos varios, instrumentos de juguete y elementos domésticos por parte Cambuzat llena un sonido que es más especulativo que agresivo, pese a que no hay escasez de drama en estas composiciones".

## Lista de canciones
Todas las canciones escritas por Amaury Cambuzat, Jean-Hervé Péron y Zappi W. Diermaier.
| N.º | Título                            | Duración |  |
| 1.  | «Kundalini Tremolos»              | 9:03     |  |
| 2.  | «Accroché à tes lèvres»           | 7:48     |  |
| 3.  | «Ce chemin est le bon»            | 7:53     |  |
| 4.  | «Stimmen»                         | 2:03     |  |
| 5.  | «Petits sons appétissants»        | 4:18     |  |
| 6.  | «Bonjour Gioacchino»              | 5:04     |  |
| 7.  | «En veux-tu des effets, en voilà» | 7:18     |  |
| 8.  | «Lass Mich (versión original)»    | 1:54     |  |
| 9.  | «C'est Com... Com... Compliqué»   | 13:40    |  |

## Créditos
| - Amaury Cambuzat – guitarra, teclado, voz - Jean-Hervé Péron – bajo, voz - Zappi W. Diermaier – batería | - Grabado por Lars H. Müller y Tobias Levin. - Ingeniería por Tobias Levin. - Mezclado por Karsten Böttcher. - Masterizado por Chris von Rautenkranz. - Diseño de portada por Jan Kruse. |